# 洛尔德卢 (费尔盖拉什)
洛尔德卢是葡萄牙波尔图区的一个堂区。总面积1.5平方公里，总人口356人，人口密度237.3人/平方公里。